# Çakıroğlu İsmail Ağa Konağı

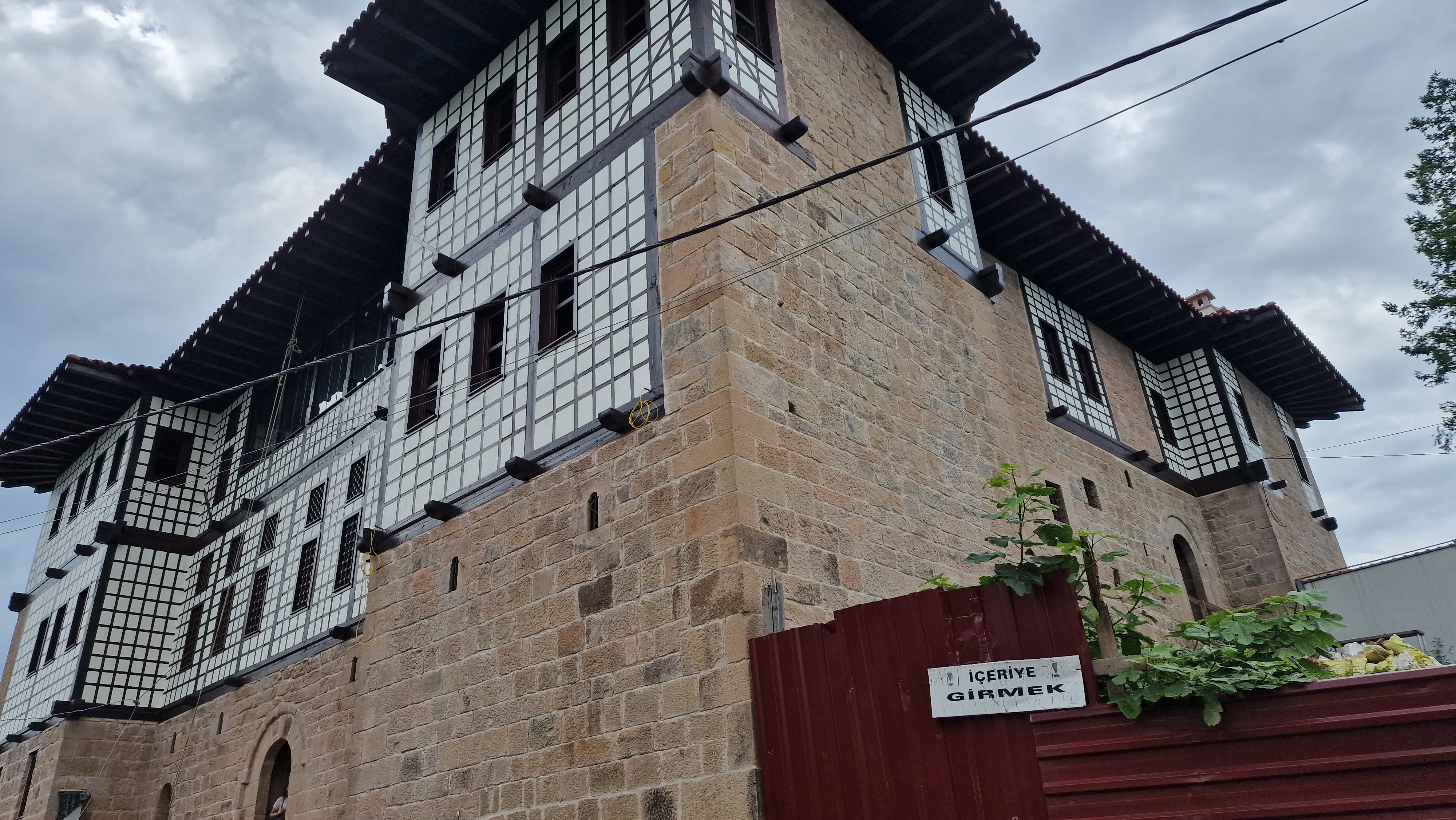
Çakıroğlu İsmail Ağa Konağı in Of, Trabzon

Das Çakıroğlu İsmail Ağa Konağı ist ein im Auftrag von Çakıroğlu İsmail Ağa erstelltes Herrenhaus. Es befindet sich im Landkreis Of in der Provinz Trabzon. Einer der Kamine ist auf 1235 islamischer Zeitrechnung datiert (entspricht 1819), was dem Fertigstellungsjahr des Baus entsprechen dürfte. Der Bau soll sechs Jahre gedauert haben und 40 Meister sollen an ihm beteiligt gewesen sein. Das Bauwerk gilt als das größte aus Sandstein gebaute Herrenhaus der türkischen Schwarzmeerregion.

## Beschreibung

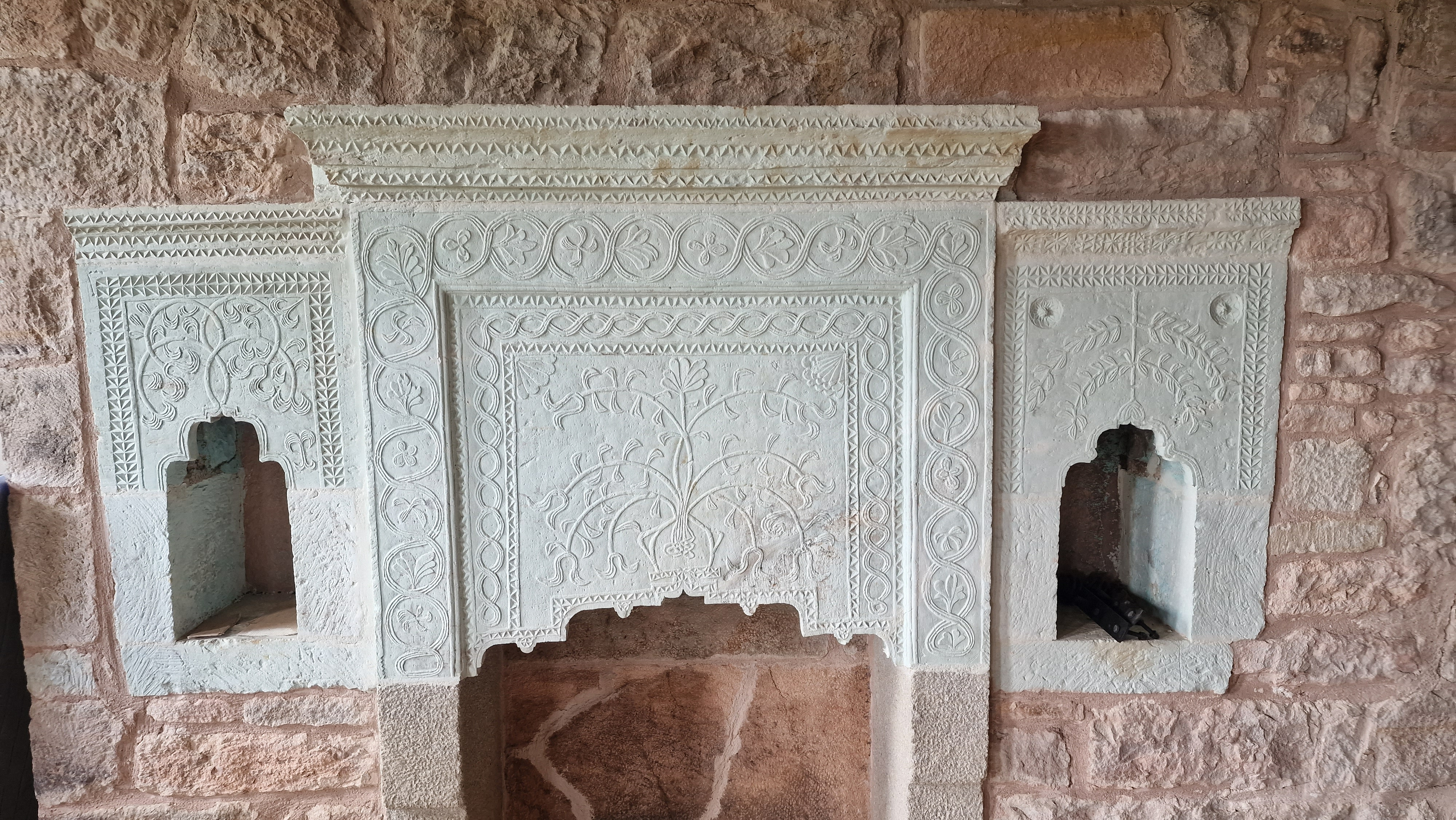
Einer der verzierten Kamine des Çakıroğlu İsmail Ağa Konağı

Das Gebäude, das überwiegend aus rosafarbenem Sandstein besteht, wurde auf einem Hügel mit Meerblick errichtet. Das Haus hat eine quadratische Grundfläche von 529 m² und die Wohnfläche beträgt ungefähr 1500 m². Das Haus hat auf der zum Meer hingewandten Nordseite zwei Stockwerke mit kleinen Fenstern. Zum Süden hin besteht das Gebäude aus drei Etagen. Die zweite und dritte Etage sind mit Holzarbeiten verziert. Außer den drei geschnitzten Holztüren und den Nischen der Kamine sind keine nennenswerte Schmuckelemente mehr erhalten. Die Haupttore sind nach Westen und Osten ausgerichtet, an der Südseite gibt es mittig eine dritte Tür. Zudem ist an der Ostseite ein Tor für die Pferde eingebaut.
In der ersten Etage haben sich die Bedienstete des Großgrundbesitzers versammelt und das Gut des Herrenhauses wurde dort gesammelt. Gäste wurden auf der Westseite in einem separaten Raum untergebracht und neben diesem befand sich eine Waffenkammer. Die Küche sowie ein geräumiger Innenhof mit zwei Zugängen befinden sich in der mittleren Etage. In dieser, wie es in den meisten Herrenhäusern in der Schwarzmeerregion üblich war, wurden Fermans erlassen und die Region verwaltet. Im oberen Geschoss sind weitere Wohnräume. Dort hat die Familie des Großgrundbesitzers gelebt.  Außerdem befindet sich in der unteren Etage des Herrenhauses eine Gefängniszelle. Des Weiteren befinden sich eine Bibliothek, ein Bauernhof und Versammlungsräume im Gebäude.

## Geschichte
Während des Konflikts zwischen den Familien Hazinedaroğlu und Tuzcuoğlu, welcher sich später zum Lazen-Aufstand (1832–1834) entwickelte, suchte der Derebey Tuzcuoğlu Memiş Ağa im Jahr 1817 Zuflucht bei Çakıroğlu İsmail Ağa.
Das Herrenhaus wurde im Jahr 1844 von dem deutschen Botaniker und Naturforscher Karl Heinrich Koch besucht.
Im Ersten Weltkrieg wurde das Herrenhaus von russischen Kriegsschiffen beschossen, wurde allerdings dabei kaum beschädigt. Es sind lediglich an einigen Stellen sehr leichte Spuren von Kanonenkugeln zu erkennen.
Das Çakıroğlu İsmail Ağa Konağı wurde 1979 von der türkischen Generaldirektion für Altertümer und Museen repariert und hat sich bis heute gehalten. Das Gebäude wurde als historisches Werk registriert und ist aktuell sanierungsbedürftig.
Im Jahr 2017 hat der Bildungs- und Kulturverein Çakıroğlu das Herrenhaus unter der Anwesenheit von dem türkischen Innenminister Süleyman Soylu an die Provinz Trabzon übergeben. Das Herrenhaus soll restauriert werden und nach Fertigstellung als Gasthaus fungieren.
Die Projektplanung der Restauration wurden 2018 abgeschlossen und seit dem Jahr 2019 laufen die Restaurationsarbeiten des Gebäudes.